# Чемпионат Нидерландов по международным шашкам среди мужчин 1904
Неофициальный чемпионат Нидерландов по международным шашкам 1904 года  (нидерл. Nederlands kampioenschap dammen 1904) — прошёл в ноябре в городе Роттердам.
В неофициальном чемпионате Нидерландов было пятнадцать участников, при этом Х. ван Хаутен не смог закончить турнир не из-за недомогания.

## Организация соревнований
Турнир был организован ассоциацией шашек «Констант» из Роттердама. Эта ассоциация с тремя другими клубами из Эдама, Амстердама и Харлема намеревалась встретиться для проведения национального чемпионата. Тем не менее, эти три клуба хотели бы иметь другую форму проведения чемпионата.
24 августа 1904 года состоялась конференция, по итогам которой путём голосования было принято решение выбрать формат чемпионата предложенный клубом из Амстердама, однако объединение из Роттердама установило собственный формат турнира, несмотря на возражения других объединений.

## Результаты
| Место | Имя                     | Очки | Город              |
| ----- | ----------------------- | ---- | ------------------ |
| 1     | Хенри ван ден Брук      | 24   | Роттердам          |
| 2     | Й. П. Хёйберс           | 23   | Роттердам          |
| 3     | Карел Георг Вервлут     | 19   | Роттердам          |
| 4     | Й. де Брёйн             | 18   | Роттердам          |
|       | Хендрик Палинг          | 18   | Ваддинксвен        |
|       | А. К. ван Вагенинген    | 18   | Роттердам          |
| 7     | Ф. Бенима               | 16   | Роттердам          |
|       | Q                       | 16   | Роттердам          |
| 9     | Питер Корнелис Смал     | 15   | Хендрик-Идо-Амбахт |
| 10    | Питер Корнелис Смал мл. | 13   | Хендрик-Идо-Амбахт |
|       | Б. Пак                  | 13   | Роттердам          |
| 12    | Й. де Йонг              | 7    | Роттердам          |
|       | Й. Метз                 | 7    | Роттердам          |
| 14    | Й. А. Лейдсман          | 2    | Роттердам          |
| 15    | Х. ван Хаутен           | 1    | Рамсдонквер        |